# Alagavadi, Chitradurga
Alagavadi là một làng thuộc tehsil Chitradurga, huyện Chitradurga, bang Karnataka, Ấn Độ.